# Haplochromis multiocellatus
Haplochromis multiocellatus är en fiskart som först beskrevs av Boulenger, 1913.  Haplochromis multiocellatus ingår i släktet Haplochromis och familjen Cichlidae. IUCN kategoriserar arten globalt som otillräckligt studerad. Inga underarter finns listade i Catalogue of Life.